# Biserica Adormirea Maicii Domnului din Abrud
Biserica Adormirea Maicii Domnului este o biserică ortodoxă din localitatea Abrud, județul Alba.
Începutul ridicării lăcașului datează în anul 1787 „22 a lunii iunie” ( N. Iorga, 1906), prin „osteneala și dania bunilor credincioși”. Ca mărturie al acestui episod stă o inscripție bilingvă, scrisă în română cu alfabet chirilic și latină, aflată în altarul bisericii: „Văleatul ...s-au osfințit jertvelnicul Domnului și Mântuitorului nostru. Ii(su)su H(risto)su întru uspeniia preasf(i)ntei de D(umne)zeu Născătoarei și Fecioarei Mariei în Abrudfalva, în vremea stăpânirii preaputernicului Îm(părat) și craiului Domnului Iosifu al II-lea cu b(la)gos(lo)venia și lucrarea D. Preasf(i)nțitului E(pisco)pu neuniților în Marele Prințipat al Ardealului Gedeon Nichitici , în anul 1787-22 a lunei iunie...” Ea spune că această biserică s-a ridicat pe vremea împăratului Iosif au II-lea, cu participarea episcopului „neuniților”, Ghedeon Nichitici. Tradiția susține ca și ctitor pe un localnic cu numele Teleguț, care a cedat un loc, pentru înălțarea bisericii, și a contribuit la finanțarea lucrărilor, drept mulțumire pentru o comoară găsită pe una din proprietățile sale. Piatra de mormânt cu numele ctitorului se regăsește așezată în preajma bisericii .
Caracteristicile arhitecturale ale bisericii o încadrează în tipologia lăcașurilor de cult ridicate în zona Zlatna—Abrud—Cîmpeni, în cursul secolului al XVIII-lea. Edificiile au fost prevăzute la vest cu un turn clopotniță, masiv, din piatră și foișor de lemn  cu o navă amplă dreptunghiulară încheiată cu o absidă semicirculară sau poligonală și un pridvor închis adosat ulterior pe latura sudică a naosului.
În compartimentarea și boltirea interiorului bisericii, s-a abordat o împărțire realizată printr-un arc dublou ce desparte nava în două unități inegale, boltite diferit. La vest se găsește intrarea principală a bisericii delimitată de încăperea de la baza turnului, boltită semicilindric și străpunsă pe partea de nord de scara clopotelor, cu o pătrundere în pronaos făcută pe sub un arc în mâner de coș, urmează nava unde are loc o asociere între un semicilindru dispus transversal încadrat de două panouri curbate ale laturilor de nord și de sud. La est patru panouri curbate susțin o calotă aplatizată. Deasupra catapeteasmei pânza bolții apare suspendată peste un timpan spart, iar zona de descărcare a bolților e delimitată de o cornișă puternică.
În exterior, către vest, turnul clopotniță, împărțit pe trei nivele, prezintă în fațade ferestre rectangulare și circulare de dimensiuni reduse, un foișor de lemn cu arcade peste care se ridică acoperișul cu învelitoare de tablă de formă piramidală. Pe latura de sud se deschide o altă intrare ce este precedată de un pridvor mic, închis.
Câteva mențiuni despre existența unei picturi vechi de la 1798, se pot face prin semnătura abrudeanului, de adopție, Simion Silaghi, lăsată pe una dintre cele patru icoane împărătești ale noului iconostas de lemn realizat în 1993. Actualele imagini religioase îmbină pictura în ulei cu aplicații în relief și redau Judecata de Apoi, Cei patru evangheliști și zece prooroci, aparțin pictorului Iosif Groiu din Pécs și au fost realizate în 1902 și repictate în 1974-1976.